# 山口県道139号三瀬川下松線
山口県道139号三瀬川下松線（やまぐちけんどう139ごう さんぜがわくだまつせん）は、山口県岩国市から下松市に至る一般県道である。

## 概要
岩国市周東町三瀬川から周南市中須地区を経由して、下松市大字瀬戸に至る。このうち、岩国市周東町広沢 - 周南市大字阿田川（山口県道8号徳山光線交点）の区間は、1車線で見通しが良くない上にガードレールがない区間があり、離合もできない状況となっている。

### 路線データ
- 起点：岩国市周東町三瀬川（山口県道5号周東美川線交点）
- 終点：下松市大字瀬戸（山口県道41号下松鹿野線交点）

## 歴史
- 1958年（昭和33年）10月1日 - 山口県告示第644号の2により認定される。
- 1962年（昭和37年）4月1日 - 沿線に存在した都濃郡都濃町中須南の一部が下松市に編入されたことに伴い経由地が変更される[注釈 1]。
- 1966年（昭和41年）1月1日 - 沿線に存在した都濃郡都濃町が徳山市に編入される。
- 1972年（昭和47年） - 山口県の県道番号再編により現行の路線番号に変更される。
- 2003年（平成15年）4月21日 - 沿線に存在した徳山市が新南陽市・熊毛郡熊毛町・都濃郡鹿野町と対等合併して周南市に移行する。
- 2006年（平成18年）3月20日 - 岩国市と玖珂郡に属する町村（和木町を除く）が対等合併して改めて岩国市が発足したことに伴い起点の地名表記が変更される（玖珂郡周東町三瀬川→岩国市周東町三瀬川）。

## 路線状況
起点 - 山口県道8号徳山光線交点間は狭い山道が続き、離合箇所も少ないため大型車の通行は困難。また日当たりが悪いため路面の轍苔がかなり目立ち、路肩崩落も随所に見られる。

### 重複区間
- 山口県道8号徳山光線（周南市大字中須北 - 周南市大字中須南）

### 道路施設

#### トンネル
- 温見隧道：延長51 m、1943年（昭和18年）竣工、周南市大字中須南 - 下松市大字温見

## 地理

### 通過する自治体
- 山口県
  - 岩国市 - 周南市 - 下松市

### 交差する道路
| 交差する道路                               | 市町村名 | 交差する場所 | 交差する場所 |
| ------------------------------------------ | -------- | ------------ | ------------ |
| 山口県道5号周東美川線                      | 岩国市   | 周東町三瀬川 | 起点         |
| 山口県道8号徳山光線 重複区間起点           | 周南市   | 大字中須北   |              |
| 国道376号 山口県道8号徳山光線 重複区間終点 | 周南市   | 大字中須南   |              |
| 山口県道166号八代温見線                    | 下松市   | 大字温見     |              |
| 山口県道41号下松鹿野線                     | 下松市   | 大字瀬戸     | 終点         |

### 沿線
- 中須カントリー倶楽部
- 周南市大田原自然の家
- 温見ダム